# Tadeusz Czarnecki
Tadeusz Czarnecki (ur. 2 listopada 1905, zm. 30 sierpnia 1973) – polski problemista, dziennikarz i działacz szachowy
Debiutował w 1933. Opublikował około 300 zadań (w albumach Międzynarodowej Federacji Szachowej wyróżniono 6 zadań). W 1956 Międzynarodowa Federacja Szachowa nadała mu tytuł sędziego międzynarodowego kompozycji szachowej. Mistrz krajowy kompozycji szachowej od 1955. Mistrz Polski w dziale trzychodówek (I i II Championat).
W grudniu 1945 (wraz z Stanisławem Gawlikowskim i Zbigniewem Millerem) działał w Komitecie Reaktywowania Polskiego Związku Szachowego. Dzięki tej inicjatywie PZSzach został reaktywowany w 1946.
W 1947 na wniosek Tadeusza Czarneckiego w poczet członków Polskiego Związku Szachowego przyjęto Polski Związek Problemistów. W 1947 dzięki pracom Tadeusza Czarneckiego, Stanisława Gawlikowskiego i Wojnarowicza ukazał się "Kodeks szachowy".
W latach 1947–1950 był wydawcą i redaktorem miesięcznika "Szachy". Był autorem wielu podręczników szachowych i prac popularyzatorskich.

## Wybrane publikacje
- Nauka gry w szachy, Warszawa 1950
- Szach i mat,  Warszawa 1953
- Pułapki szachowe, Warszawa 1956
- Tajemnice Caissy, Warszawa1959
- Przy szachownicy, Warszawa 1969
- ABC Szachisty, Warszawa 1966
- Zaczynamy partię szachów, Warszawa 1972
- Szachowe klejnoty, Warszawa 1980 - wydane pośmiertnie